# 习英习
习英习 (？年—？年），襄阳人，习竺之女，東吳李衡的妻子。

## 生平
习英习出自襄阳的望族，李衡虽是武昌平民，但得到了擅长鉴定人物的羊衜的好评。习竺便将女儿习英习嫁给她。
李衡后来果然受到孙权重用。253年，李衡做了丹阳太守。当时，皇帝孙亮的哥哥琅琊王孙休在当地，李衡多次按法律约束他，习英习几次劝谏，李衡没有听从。
258年、孙休继承帝位，李衡很后悔，对妻子说：“都是当初我没听你的话，现在沦落到这个地步。”，打算逃往魏国。习英习说道：“不可以这样做，你原是一介平民百姓，受到先帝破格提拔，你却不感念皇恩浩荡，现在又因为担心新皇帝报复而逃亡敌国以求活命，这样子即使到了北方，还有什么脸面见人呢？”李衡問英習怎樣做，习英习说：“琅琊王一向施德行善，十分注重自己的名誉，学问广博，心胸宽广，常常以德报怨。现在刚刚立为皇帝，正是在全国范围内博取好名声的时候，最终不会因为以前你和他个人的嫌隙而杀掉你，这一点十分明确。”劝说李衡上表承认自己的过错。李衡听从了妻子的话，果然没有被惩罚，反被封为威远将军。
李衡后来打算置办家产，习英习总是不同意，李衡就背地里派十名佣人，先在武陵龙湖的泛洲上建起一座宅院，然后在附近种植一千株柑橘树，临死时告诉了儿子。李衡死后二十多天，儿子把父亲的话禀告给了母亲，习英习说：“我早就知道了。以前，你父亲经常念叨种柑橘的事，七八年前家里忽然不见了十个佣人，必然是被你爸遣去建宅了。你父亲总是欣赏司马迁的话‘江陵千树橘，当封君家’我当时回答说：‘人怕的是没有道德，而不是荣华富贵，若是位高而志穷，那是再好不过了，这个又有什么用呢？’”吴末，柑橘成熟，李家每年得到数千匹绢，家境逐渐殷实，那些柑橘樹在東晉咸康時期都枯萎了。